# Devina
Devina – wieś w Słowenii, w gminie Slovenska Bistrica. W 2018 roku liczyła 232 mieszkańców.